# Bärmann Fränkel
Samuel Eli Isachar Bärmann Fränkel (geboren 1645/1658 in Wien; gestorben am 30. September 1708 in Fürth) war Landesrabbiner der Markgrafschaft Ansbach in Fürth.

## Leben
Er war als Sohn von David Isaac Seckel Fränkel (1625–1691) und Ratisch Meyer-Halevi (1637–1727) ein Enkel des wohlhabenden Wiener Bankiers Jakob Koppel Fränkel (1600–1670). Die Familie siedelte sich nach der Vertreibung der Juden aus Wien (1670) in Fürth an. Sie brachten das Wiener Memorbuch nach Fürth mit, das dort erst ab 1708 wieder regelmäßig weitergeführt wurde.
Fränkel war Landesrabbiner der Markgrafschaft Ansbach. Bis 1696 war er Hauptrabbiner in Schnaittach, bevor er nach Fürth wechselte, um dort als international geachteter Oberrabbiner und Vorsitzender des Rabbinatsgerichts tätig zu sein.
Im Jahr 1707, nur ein Jahr vor seinem Tod, gründete er in seinem Fürther Wohnhaus eine Klaus und eine Klaus-Synagoge. Er hinterließ seiner jüdischen Gemeinde das Gebäude und Kapital zum weiteren Betrieb dieser Schule. Die Klaus wurde später von seinem Nachfahren Wolf Hamburg geleitet. Ein Kupferstich von Johann Alexander Boener aus dem Jahr 1705 zeigt das Haus Marktplatz 3 als Haus des „Berman Juden“.
Fränkel heiratete in erster Ehe Channa (Hannah) Guggenheim (geboren 1650/1659; gestorben am 2. April 1698 in Fürth), Tochter des Marem (Saul Meir) Guggenheim, wohnhaft in der Schweiz. Aus dieser Ehe stammten zwei Söhne. In zweiter Ehe war Fränkel verheiratet mit Bunle Rachel Schneior. Aus dieser Ehe stammten vier Söhne und eine Tochter.
Fränkel wurde noch am Tag seines Todes auf dem Alten Jüdischen Friedhof beigesetzt. Sein Grab wurde allerdings in der Zeit des Nationalsozialismus zerstört.